# Zeynep Koltuk
Zeynep Koltuk (* 1. Januar 1981 in Istanbul) ist eine türkische Schauspielerin.

## Leben und Karriere
Koltuk wurde am 1. Januar 1981 in Istanbul geboren. Väterlicherseits ist sie georgischer Abstammung. Sie studierte an der Bilkent Üniversitesi. Ihr Debüt gab sie 2006 in der Fernsehserie Kod Adı: Kaos. Anschließend trat sie 2007 in der Serie Bizim Evin Halleri auf. Ihre erste Hauptrolle bekam sie 2008 in der Serie Adanalı. Von 2010 bis 2013 war sie in Behzat Ç. Bir Ankara Polisiyesi zu sehen. Unter anderem wurde sie 2014 für die Serie Ezra gecastet. 2019 bekam Koltuk eine Rolle in Kuzey Yıldızı İlk Aşk.

## Filmografie
Serien
- 2006: Kod Adı: Kaos
- 2007–2008: Bizim Evin Halleri
- 2008–2010: Adanalı
- 2010–2013: Behzat Ç. Bir Ankara Polisiyesi
- 2013–2014: Aramızda Kalsın
- 2014: Ezra
- 2018: Çukur
- 2019–2020: Kuzey Yıldızı İlk Aşk
- 2022: Gelsin Hayat Bildiği Gibi
- 2023: Atatürk
- seit 2023: Al Sancak